# Пристава-над-Стично
Пристава-над-Стично (словен. Pristava nad Stično) — поселення в общині Іванчна Гориця, Осреднєсловенський регіон, Словенія. Висота над рівнем моря: 670,7 м.